# بوبا غرين
بوبا غرين (بالإنجليزية: Bubba Green)‏ هو لاعب كرة قدم أمريكية أمريكي، ولد في 30 سبتمبر 1957 في كابي ماي في الولايات المتحدة، وتوفي في 21 يونيو 2019 في راندالستاون في الولايات المتحدة.